# Cyanea annaskala
Cyanea annaskala — вид сцифоидных стрекающих из рода Cyanea семейства Cyaneidae. Описана в 1882 году.

## Описание
Купол разделён на восемь долей с выемками. Ширина купола — от 24 см до 1 м. Окраска щупалец — фиолетовая. Основание щупалец не утолщено и находится между 17-24 венечными мышечными складками.

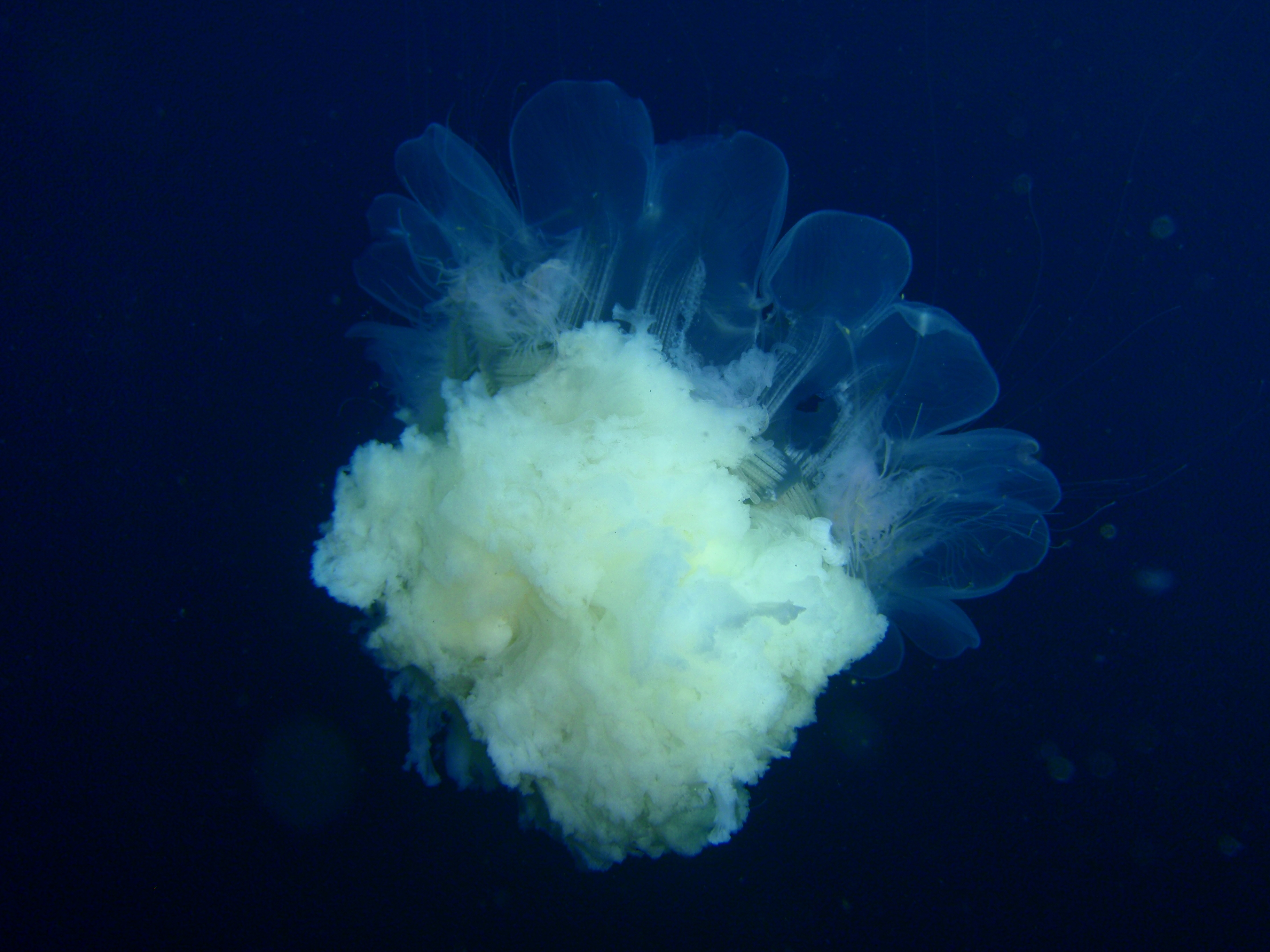
Cyanea annaskala

## Ареал
Cyanea annaskala обитает у юго-восточного побережья Австралии. Обитают на глубинах до 20 метров. Особенно их много в заливах Порт-Филлип в Виктории и Порт-Джексоне в Сиднее, Новый Южный Уэльс.

## Образ жизни
Питаются рыбой и ракообразными. Cyanea annaskala распускает свои щупальца, чтобы увеличить свою площадь, и, следовательно, вероятность поймать добычу. Добыча, оказываясь среди щупалец, оказывается поражена книдоцитами и идёт в пищу. Иногда их популяция выходит из под контроля. Если волны выбрасывают этих медуз на берег, то они могут нанести ожоги людям.

## Ужал
летом в 1950 и 1951 годах во время купания в заливе Порт-Филлип были ужалены четыре человека. Они испытывали сильную боль и отёк, у них ухудшилось зрение. Также у них была светобоязнь и блефароспазм. Эпителий роговицы пострадал от ссадин, а строма была проколота.
Также скачок популяции произошёл в 1997—1998 годах. Управление по охране окружающей среды штата Виктория предупредило людей держаться подальше от воды после сотен сообщений о нападениях.

## Размножение
Гонады C. annaskala свернуты в ленту в генитальной полосе. Растянутая гонадная лента достигает 300 мм. Эпителиальные полости образуют камеры, которые сливаются, превращаясь в генитальный синус. Сперматозоиды образуются в фолликулах, которые остаются соединенными с половой пазухой, обеспечивая канал для перемещения сперматозоидов. Оплодотворенная яйцеклетка становится полипом, который образуется в процессе почкования (стробиляции). Полипоидная стадия развития начинается как сцифистома. Затем она становится эфирой, за которым следует стадия взрослой медузы.

## Токсичность

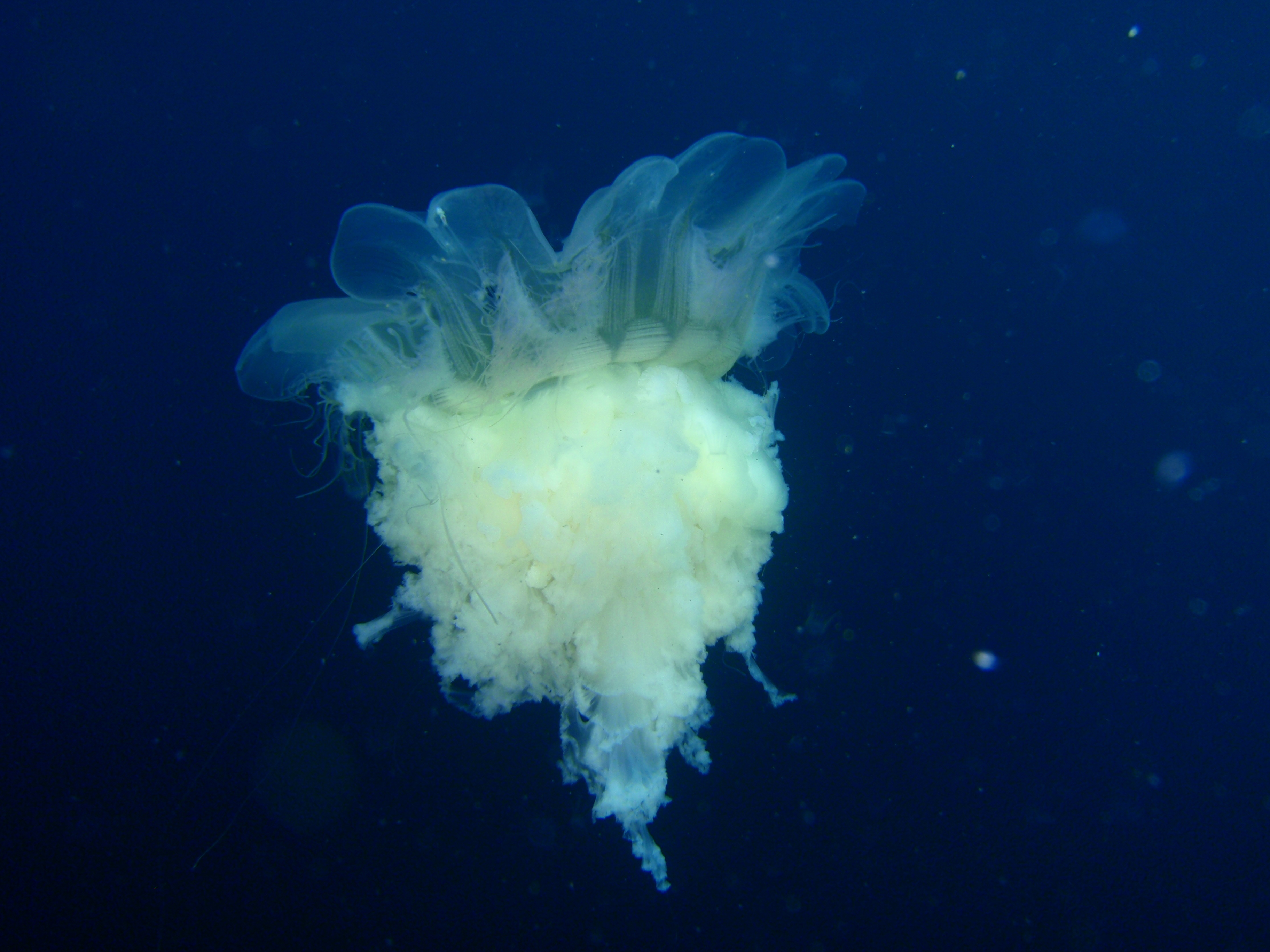
Cyanea annaskala

Исследователи выяснили, что яд из щупалец одновременно проявляет сердечно-сосудистую и гемолитическую токсичность. Попадание солёной воды в раны увеличивает поступление яда в организм.